# Cheval Passion
Cheval Passion est une manifestation équestre créée en 1985 à Avignon (Vaucluse). Elle se tient depuis chaque année au milieu du mois de janvier et attire, dans ses dernières éditions, plus de 100 000 visiteurs par an.

## Histoire
L'évènement connait sa première édition en janvier 1986. Actuellement, 80 % des contrats de tous les spectacles équestres de l'Europe se négocient ici.

## Commercialisation

### Partenariat
Les partenaires de l'évènement sont de 2 ordres : 

les institutionnels, comme la mairie d'Avignon, le conseil général du Vaucluse, la région Provence-Alpes-Côte d'Azur, les Haras nationaux, 

les entreprises privées, locales, régionales et nationales, comme Auchan, Alazard et Roux, Danone, La Provence, Pernod

## Manifestations

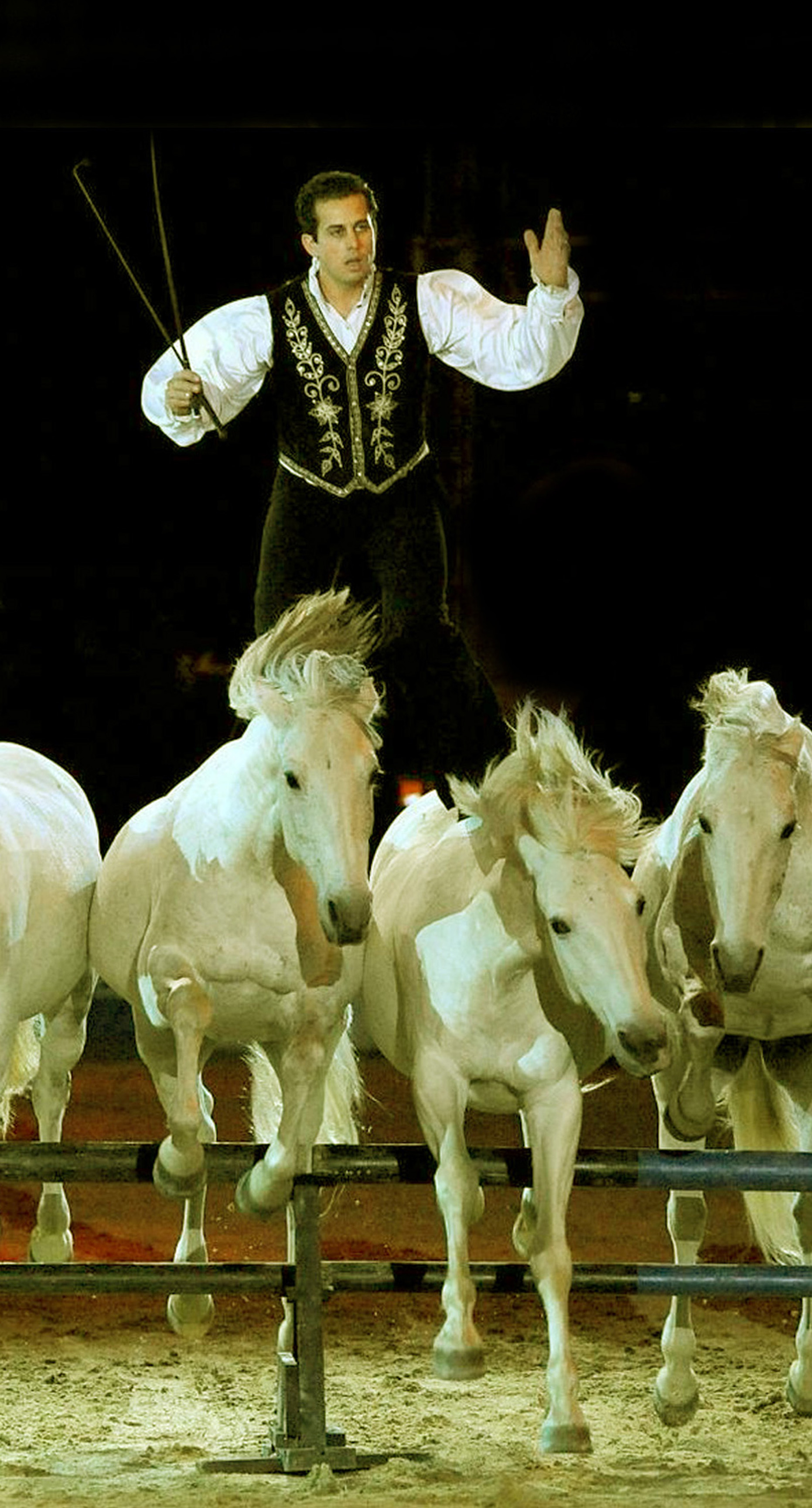
Lorenzo au Gala des crinières d'or, le 24 janvier 2016

La manifestation, consacrée aux Equidae et plus généralement à tous les aspects connexes de l'équitation (la compétition, l'art, dressage, etc.), propose divers spectacles en plus de nombreux stands (plus de 250 exposants annoncés)
On peut y voir plus de 1 000 animaux au total dont principalement des chevaux, mais aussi des poneys et des ânes. La piste avigonnaise est devenue une référence internationale.

### Concours
Depuis son édition 2009, Cheval Passion a accueilli la finale européenne des Masters du cheval ibérique, une phase du championnat de France élite de Horse-ball, le Trophée National de tri du bétail par équipes, ainsi qu'un concours fédéral d'attelage.

### Le Gala des Crinières d'Or
Le Gala des Crinières d’Or est un spectacle annuel qui se tient à Cheval Passion. Il rassemble toutes les formes artistiques d’équitation : Du dressage, du spectacle, etc. Depuis des années, la vedette incontestable de ce spectacle est le camarguais Laurent Serre, alias Lorenzo, et ses seize chevaux lusitaniens.

### Poney passion
La journée du mercredi est toujours consacrée à l’équitation sur poney, qu'elle soit de compétition ou de spectacle.